# Dois Irmãos
Dois Irmãos é um município brasileiro do estado do Rio Grande do Sul.

## História
Os primeiros imigrantes que chegaram a Dois Irmãos, vieram da Alemanha com o Navio Cecília, quatro anos após a Independência do Brasil. Aportaram no Rio de Janeiro em 29 de setembro de 1826, dia do arcanjo São Miguel, motivo pelo qual o tomaram como padroeiro; em 1832 os colonos católicos inauguraram a capela em honra a São Miguel. Inicialmente, a cidade foi chamada de São Miguel de Dois Irmãos.
O nome Dois Irmãos se deve à vista que tem os que chegam à cidade, os dois morros gêmeos (em um deles situam-se torres de rádio, televisão e celular que servem a cidade e também a vizinha Novo Hamburgo). O nome original alemão da cidade foi Baumschneiss ou Baumschneiz, que significa picada dos Baum, em referência à família Baum, uma das primeiras colonizadoras da região (o local era conhecido como Linha Grande ou também Picada  dos Dois Irmãos ou São Miguel dos Dois Irmãos). O desenvolvimento inicial da ocupação do local deve-se pela atividade agrícola feita nos lotes que se alinharam lado a lado, no sentido norte-sul da  Picada, hoje Avenida São Miguel.
No século XIX, a localidade de Dois Irmãos foi um dos palcos da Revolta dos Muckers, conflito entre integrantes de uma seita religiosa e os demais integrantes da população da região, retratado no filme A Paixão de Jacobina, de 2002. Próximo à Ponte de Pedra, no ano de 1874, ocorreu um conflito entre membros dos Muckers e moradores de Dois Irmãos. Na ocasião foi assassinado Jacob Bauermann, de 23 anos, que residia nesta localidade.

## Idiomas
O Hunsrik (Riograndenser Hunsrückisch; Hunsriqueano riograndense) é uma língua de origem alemã falada no município, bem como em outras cidades da região sul do Brasil, no Paraguai e na Argentina. O Hunsrik é o idioma materno de muitos moradores do município.
Apesar da presença do Hunsrik, o português costuma ser o idioma mais usado nas atividades comerciais e escolares.

## Geografia
Dois Irmãos integra a Região Metropolitana de Porto Alegre. O município está localizado na Encosta Inferior do Nordeste do Rio Grande do Sul, na latitude 29º34'48" sul e a na longitude 50º05'06" oeste, a uma altitude de 166 metros acima do nível do mar.
Está a 52 quilômetros de Porto Alegre, por via asfáltica.

### Clima
O município de Dois Irmãos pertence a zona climática designada pela letra C, no limite dos tipos climáticos Cfa e Cfb, segundo a classificação do clima de Köppen. Tais tipos climáticos se caracterizam por serem um clima subtropical úmido quente (Cfa) e clima subtropical úmido temperado (Cfb). A temperatura média é de 20°C e a pluviosidade média de tal clima é de 2.000 mm/ano, sendo julho o mês mais chuvoso, com 157,2 mm, e abril o mais seco, com 97,2 mm.

### Hidrografia
É um município que conta com as águas do Rio Feitoria, pertencente a bacia do Rio Caí, e por vários riachos e nascentes.

### Demografia
Sua colonização foi predominantemente germânica. A população do município em 2010 foi estimada pelo IBGE em 27.572 habitantes, sendo o 73° município mais populoso do estado, apresentando uma densidade populacional de 423,17 habitantes por km².

### Formação Administrativa
Desmembrado do município de São Leopoldo, em 1959 Dois Irmãos foi elevado à categoria de município, constituído por três distritos: Dois Irmãos,  Morro Reuter e Santa Maria do Herval. Décadas depois, seus dois distritos se emancipam; Santa Maria do Herval, desmembrado em 1988, e Morro  Reuter, em 1992.

## Atividades econômicas
O município, integrante da região do Vale dos Sinos, destaca-se no desenvolvimento econômico da indústria calçadista brasileira, possuindo várias indústrias neste setor.
A produção começou com chegada dos imigrantes alemães, que além de agricultores, eram dedicados ao artesanato. Inicialmente era caseira e caracterizada pela confecção de arreios de montaria, ganhou mais força com a Guerra do Paraguai, de 1864 a 1870. Daí por diante a produção local se aperfeiçoou e aumentou. Como 4º produtor no  Estado e  5º em exportação no Brasil, Dois Irmãos  tem a indústria do calçado importante riqueza  econômica, colaborando com o desenvolvimento do Rio Grande do Sul.

## Turismo

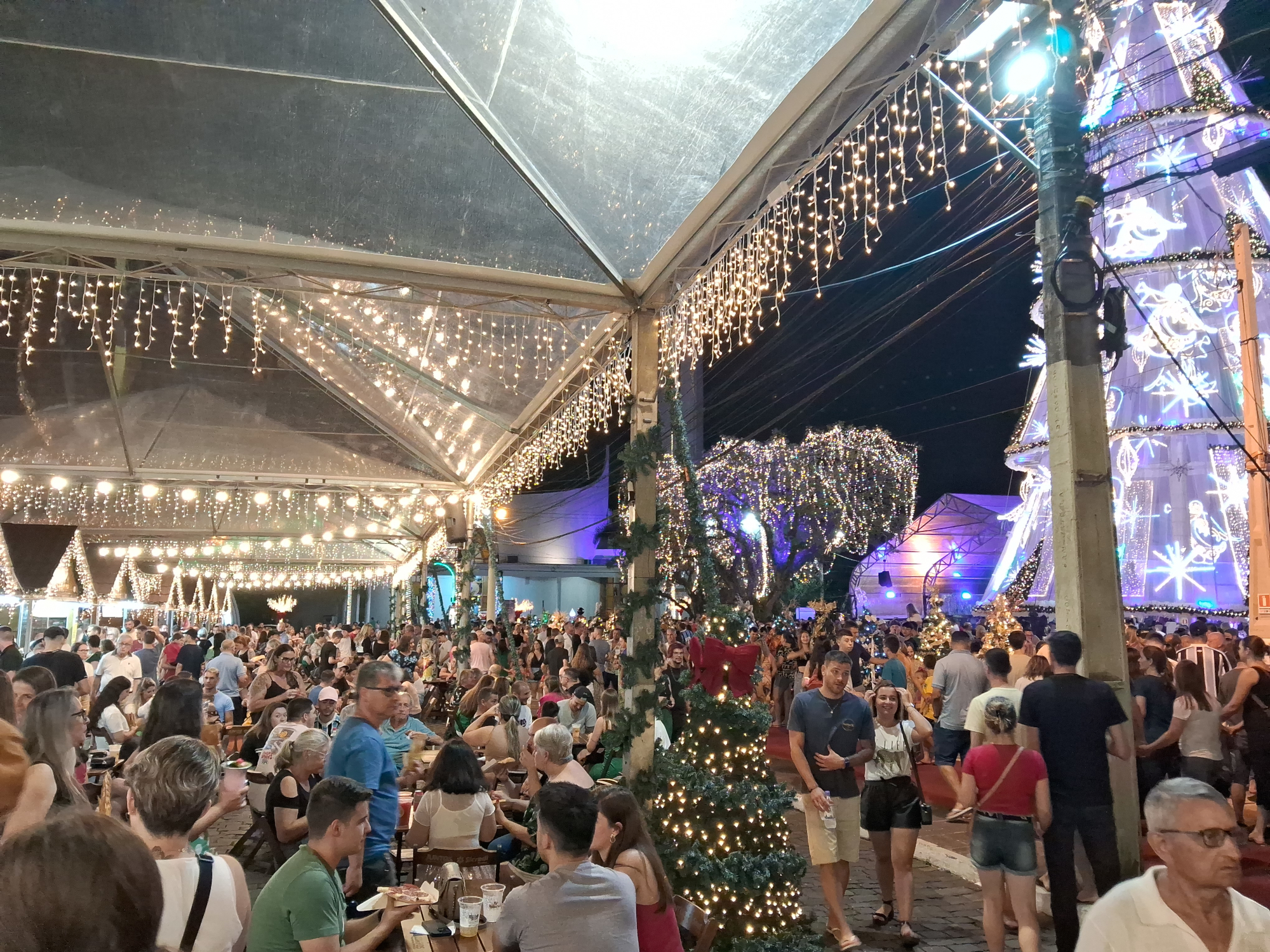
Natal dos Anjos em Dois Irmãos, em 2023

O município de Dois Irmãos pertence ao roteiro turístico gaúcho da Rota Romântica.
Destacam-se como atrativos locais: Cascata São Miguel, o Museu Histórico, a Praça do Imigrante e o Parque Municipal.
Os dois principais eventos da cidade são: Natal dos Anjos, feita com ornamentação natalina que enfeita a cada ano as ruas e a área central da cidade, e o Kerb, festa realizada na semana do dia 29 de setembro para homenagear o padroeiro de Dois Irmãos e as origens germânicas locais.

## Feriados Municipais
- 10 de Setembro - Emancipação de Dois Irmãos
- 29 de Setembro - Kerb de Dois Irmãos